# HMS L24
Pour les articles homonymes, voir L24.
Le HMS L24 était un sous-marin britannique de classe L construit pour la Royal Navy pendant la Première Guerre mondiale. Le bateau n’a pas été achevé avant la fin de la guerre et a été coulé dans une collision accidentelle en 1924.

## Conception
Le HMS L9 et les navires de classe L qui l’ont suivi avaient été agrandis pour recevoir des tubes lance-torpilles de 21 pouces (533 mm) et davantage de carburant. Le sous-marin avait une longueur totale de 70,4 m, un maître-bau de 7,2 m et un tirant d'eau moyen de 4 m. Ces sous-marins avaient un déplacement de 905 tonnes en surface, et 1 091 tonnes en immersion. Ils avaient un équipage de 38 officiers et matelots.
Pour la navigation en surface, ces navires étaient propulsés par deux moteurs diesel Vickers à 12 cylindres de 1 200 ch (895 kW), chacun entraînant un arbre d'hélice. En immersion, chaque hélice était entraînée par un moteur électriques de 600 ch (447 kW). Ils pouvaient atteindre la vitesse de 17 nœuds (31 km/h) en surface et 10,5 nœuds (19,4 km/h) sous l’eau. En surface, la classe L avait un rayon d'action de 3 200 milles marins (5 900 km) à 10 nœuds (19 km/h).
Les navires étaient armés de quatre tubes lance-torpilles de 21 pouces dans l’étrave et de deux tubes de 18 pouces (457 mm) sur les flancs. Ils transportaient quatre torpilles de recharge pour les tubes de 21 pouces et un total de dix torpilles de toutes tailles. Ils étaient également armés d’un canon de pont de 4 pouces (102 mm).

## Engagements
Le HMS L24 a été construit par Vickers à leur chantier naval de Barrow-in-Furness. Il a été lancé le 19 février 1919, et achevé à une date inconnue. Le bateau a coulé corps et biens le 10 janvier 1924 dans une collision avec le cuirassé HMS Resolution lors d’un exercice au large de Portland Bill dans la Manche. Un mémorial est situé dans l’église de St Ann à HMNB Portsmouth.
L’épave est située à 50° 22.50' N 02° 37.79' W à une profondeur de 52 mètres. Ses ailerons de plongée sont restés en position de plongée d’urgence, ce qui indique qu’il essayait d’éviter la collision. Une écoutille est ouverte et il y a des dommages évidents là où le Resolution s’est encastré dans sa coque. L’épave est désignée « lieu protégé » en vertu de la Loi de 1986 sur la protection des sépultures militaires.